# Károly Huszár
Károly Huszár  (nacido Károlyi Schorn, Nussdorf, Alemania, 10 de septiembre de 1882-Budapest, Hungría. 29 de octubre de 1941) fue un político húngaro que desempeñó los cargos de primer ministro y jefe del Estado en 1919-1920.

## Comienzos
Nació el 10 de septiembre de 1882 en Nussdorf, a las afueras de Viena, por entonces capital del Imperio austrohúngaro. Se formó como maestro y desde 1903 participó en las actividades de los movimientos socialcristianos campesinos.
Entre 1910 y 1918, fue diputado del Partido Nacional Católico húngaro en el Parlamento magiar y redactor jefe de su publicación, Néppart. Combatió como voluntario en varios frentes durante la Primera Guerra Mundial. En el gabinete de János Hadik, el último de la monarquía, asumió efímeramente el Ministerio de Educación y Religiones.
Fue detenido tras la proclamación de la República Soviética Húngara en marzo de 1919; liberado luego, se exilió en Viena. Tras la abolición de la república soviética, asumió nuevamente el Ministerio de Educación y Religiones en el Gobierno de István Friedrich, entre agosto y noviembre de 1919. Era por entonces uno de los dirigentes del Partido de Unión Nacional Cristiana (KNEP), el partido gubernamental por excelencia de la década de 1920.

## Gobierno

### Formación del gabinete

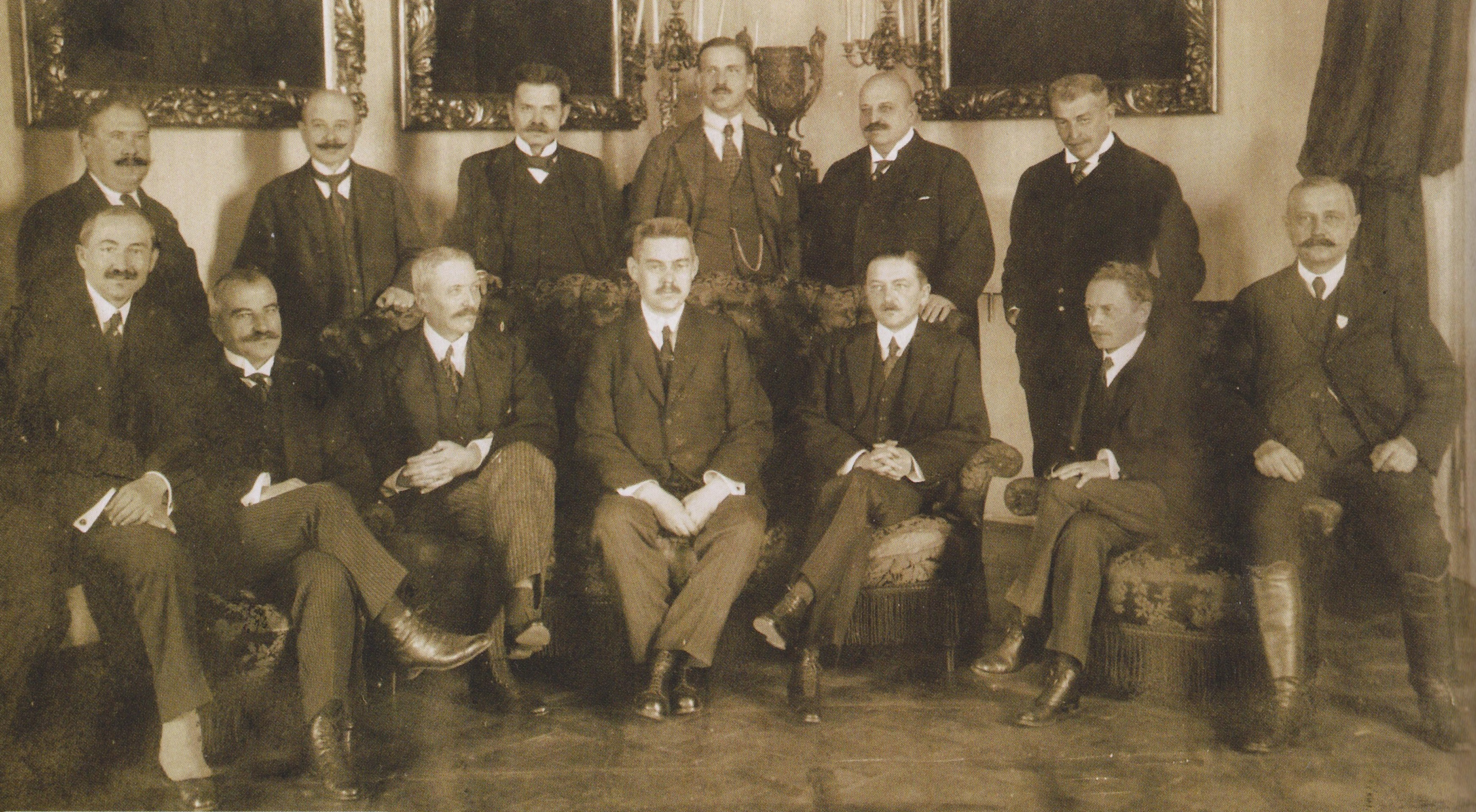
El gabinete de Huszár.

El pequeño ejército contrarrevolucionario al mando del almirante Horthy entró en Budapest dos días después de la retirada del Ejército rumano el 14 de noviembre de 1919, que la evacuó después de saquearla. Gracias a la mediación del enviado de la Entente, se formó un Gobierno de coalición el 23 de noviembre con Huszár a la cabeza, a pesar de la nula experiencia política de este, que antes había sido maestro. El anterior presidente del Gobierno, Friedrich, fue relevado por su ambición, que chocaba con la del almirante, y por la escasa confianza que inspiraba en Horthy debido a su anterior cercanía a Károlyi. El nuevo Gobierno incluía a los Pequeños Propietarios, nacional-demócratas (liberales) y a un socialdemócrata, entre otros, y tenía como finalidad ser un gabinete de transición hasta las futuras elecciones que se habían de celebrar por sufragio ampliado (39,2 % de la población, incluyendo, por primera vez, a las mujeres) y secreto. Friedrich se mantuvo en el Consejo de Ministros, como responsable de Defensa, cargo sin importancia ya que el Ejército obedecía a Horthy. Su partido, el KNEP, sin embargo, fue el que mantuvo el mayor número de carteras y las de mayor importancia. La intención de Friedrich y los demás partidarios del KNEP (entre ellos la alta nobleza del norte y el oeste y la Iglesia católica) era dominar el poder mediante el control del gabinete, como hubiese sucedido de haber mantenido Horthy su promesa de entregar el control de las fuerzas armadas al Gobierno.
El Ejecutivo no controlaba las bandas que recorrían el país extendiendo el terror contrarrevolucionario, que se cebó en los judíos. En diciembre promulgó un decreto permitiendo el arresto de cualquier persona que representase un «peligro para el orden público» que suscitó el arresto sin cargos de miles de personas, incluyendo a los socialdemócratas más destacados que aún se hallaban en el país.

### Elecciones parlamentarias y asentamiento de Horthy
Ante la persecución y la falta de apoyo en el campo, los socialdemócratas decidieron no presentarse a las elecciones, que ganaron de todas maneras los partidos progresistas. Los socialdemócratas habían permanecido en el Gobierno únicamente por la grave situación del país y con el objetivo de moderar las tendencias contrarrevolucionarias, pero ya el 18 de diciembre de 1919 habían estado a punto de retirar a sus ministros del gabinete, cosa que finalmente hicieron el mes siguiente, el 15 de enero, ante los juicios políticos, las irregularidades electorales y el ataque a la imprenta del partido.
Las elecciones de enero dieron una escasa mayoría al Partido de los Pequeños Propietarios, contrario a los Habsburgo, frente al Partido de Unidad Nacional Cristiana, monárquico y favorable a la dinastía; el resultado auguraba una futura crisis entre ambas tendencias, a pesar del desinterés mayoritario de la empobrecida población por la forma del Estado. El 1 de marzo de 1920 y tras una campaña de presión a favor de Horthy y el amedrentamiento del Parlamento, este votó abrumadoramente a favor del almirante para el nuevo puesto de regente del reino (131 votos de 141). Las tropas leales a Horthy rodearon la Cámara durante las votaciones. Huszár tomó partido por el almirante frente a los que preferían la vuelta del rey-emperador.

### El tratado de paz
El Gobierno recibió la invitación para participar en la Conferencia de Paz de París el 2 de diciembre. Tanto Horthy como Huszár estaban convencidos de la necesidad de firmar el tratado de paz, cuyas condiciones se presentaron a la delegación húngara el 16 de enero. La conferencia había aprobado las cláusulas casi un año antes, el 26 de febrero de 1919, y estas se basaban en la premisa de la autodeterminación de las minorías, sin tener en cuenta otros criterios como el geográfico o el económico. El Gobierno de Huszár negó que las minorías deseasen unirse a los países vecinos y que constituyesen mayorías en algunas de las zonas que se planeaba transferir a estos y solicitó la celebración de plebiscitos (10 de febrero de 1920). La conferencia de paz rechazó sus alegaciones un mes más tarde, el 6 de marzo y confirmó la redacción del tratado. El 14 de marzo de 1920, un nuevo Gobierno de coalición, con fuerzas de izquierda y derecha, tomó posesión con Sándor Simonyi-Semadam al frente del nuevo ministerio. Huszár había dimitido ese mismo día para no tener que firmar el tratado de paz.
Durante su gobierno (Ley I de 1920), quedó abolida la dinastía Habsburgo en Hungría, se separó oficialmente de Austria y la jefatura del Estado pasó a un regente (Miklós Horthy desde el 1 de marzo de 1920). Quedaron abrogadas todas las leyes promulgadas durante la república popular (Mihály Károlyi, Gyula Peidl) y la República Soviética Húngara.

## Alejado del Gobierno
Entre 1920 y 1928, fue diputado y vicepresidente de la Asamblea Nacional húngara. Posteriormente pasó al Senado. Entre 1928 y 1934, presidió el Instituto Nacional de Seguridad Social. Falleció, tras retirarse paulatinamente de la política, el 29 de octubre de 1941 en la capital.